# 李涛
李涛（り たお、1974年8月8日 - ）は、中華人民共和国甘粛省出身のミュージカル俳優である。元劇団四季所属。

## 来歴
12歳の時、本人は何もわからないまま母親にダンス学校のオーディションに連れて行かれる。ダンス経験は全くなかったものの、振り覚えが早かったため合格し、北京でダンス人生をスタートさせる。中央民族大学ダンス学科、北京舞踏学院卒業。学生時代に、学内のカラオケ大会のクラス代表となり歌を特訓。その甲斐もあって学内に次ぎ、学校対抗でも賞を獲る。
その後、歌とダンスのライブ活動を始め、日本のプロダクションにスカウトされ、アミューズに所属。それから3年間、映画や舞台に出演するが、プロダクションの事情で帰国。
香港舞踊団、北京モダンダンスカンパニーに所属しながら、舞台経験を積む。2001年秋に行われた劇団四季の中国オーディションに合格し、再来日。
『キャッツ』のマンゴジェリーで四季での初舞台を踏み、『ライオンキング』では主役のシンバを演じた。その後、『キャッツ』でスキンブルシャンクスとして舞台に立ちながら、外国人初の公演委員長を務めた。 『ウィキッド』ではフィエロ役でオリジナルキャストとして出演している。2011年4月29日より新たにラム・タム・タガー役としてデビュー。
2014年4月に劇団四季を退団。 。
退団後、定期的にライブを開催する。オリジナルアルバム2枚、シングル1枚を制作した。

## おもな出演作品

### 舞台

#### 劇団四季入団前
- 『Love Chian』（1998年） - ダンサー
- 地球ゴージャス公演『地図にない街 - DOHENEKE-HEKISHIN -』（1999年） - ドラゴン役

#### 劇団四季所属時代
- キャッツ（マンゴジェリー、スキンブルシャンクス、ラム・タム・タガー）
- 劇団四季 ソング&ダンスPART3～RUN TO THE FUTURE（シンガー）
- ライオンキング（シンバ）
- ウィキッド（フィエロ）
- アンデルセン
- 劇団四季 ソング&ダンス55ステップス（ヴォーカルパート）
- 劇団四季 ソング&ダンス The Spirit（ヴォーカルパート）
- 劇団四季 ソング&ダンス 60 感謝の花束（ヴォーカルパート）

### 映画
- 『犬、走る DOG RACE』（1998年、監督：崔洋一） - 小王 役

### ドラマ
- 『ブギウギ』（2023年、NHK連続テレビ小説） - 中国人店員 役

### コンサート
- ~心の方程式~　(1995 北京舞踊学院サロン公演)

- 李涛(Li Tao) ~New Summer Live~　(2014.8 Mt.RAINIER HALL SHIBUYA PLEASURE)

- KING & QUEEN ~鹿賀丈史&濱田めぐみ~ミュージルコンサートゲスト　 (2014.8 赤坂ACTシアター)

- Winter Clover~李涛Live   (2014.12 京都府立府民ホール ALTI)

- 1stアルバム発売記念ライブ~左見右見   (2015.6 赤坂BLITZ)

- ~BlueSky~ 李涛Birthday Live   (2015.8 羽田 TIAT SKY HALL)

- 1stアルバム“左見右見” TALK&LIVEツアー   (2015.9~10 名古屋、大阪、広島、福岡)

- 春暁Live Tokyo   (2016.3 ラドンナ原宿)

- 無水月Live 大阪    (2016.6 フラミンゴ ・ジ ・アルーシャ)
- AutumnAir ライブ Tokyo   Guest : 井上智恵   (2016.9 羽田 TIAT SKY HALL)
- オフブロードウェイミュージカルライブ   (2016,9 ラドンナ原宿)
- 2ndアルバム“HEY！” 発売ライブ~奈良   (2016.11 奈良ならまちセンター)
- ～Valentine Live～   (2017.2 モーションブルー横浜)  Guest : 樋口麻美
- 2ndアルバム“HEY！” 発売ライブ~東京   (2017.3 品川きゅりあん小ホール)
- HEY! 李涛 TALK&LIVEツアー    (2017.4 広島、大阪、奈良、神戸、京都、名古屋)
- HEY! 李涛 TALK&LIVE~東京   (2017.7.17 南青山マンダラ)
- 左見右見～ 李涛 TALK&LIVE~東京   (2017.7.17 南青山マンダラ)
- 物語り~新曲発売記念ライブ～東京   (2017.9.9 GINZA LOUNGE ZERO)
- 物語り~新曲発売記念ライブ～大阪   (2017.9.15/16 フラミンゴ ・ジ ・アルーシャ)
- 物語り~新曲発売ツアー2017   (2017.11 広島、福岡、神戸、名古屋、仙台、奈良)
- 李涛&沼尾みゆき Special Christmas Time   (2017.12 羽田 TIAT SKY HALL)
- 魔法の中で ~李涛&沼尾みゆき~大阪   (2018. 4 フラミンゴ ・ジ ・アルーシャ)
- Cover Acoustic Tour 2018   (2017.5, 6 広島、神戸、東京、静岡、名古屋)
- ~LIVE for DVD ~ Nara   (2018.7  奈良ならまちセンター)
- BirthdayLive~札幌   (2018.8  札幌XENON)
- THELIVE DVD発売ライブ~東京   (2018.10  KIWA TENNOZ)
- THELIVE DVD発売ライブ~大阪   (2018.11フラミンゴ ・ジ ・アルーシャ)